# Maracaju
Maracaju é um município do estado de Mato Grosso do Sul, na Região Centro-Oeste do Brasil. Graças à agricultura e pecuária, Maracaju acabou se desenvolvendo muito nos últimos anos, tendo como base as culturas de soja, milho e cana de açúcar, além da pecuária forte na região.
É o maior produtor de grãos de Soja e Milho do Mato Grosso do Sul e o 11º maior produtor de Soja do Brasi l, possuindo a 3ª maior economia do estado. Também foi importante ponto de passagem para a Estrada de Ferro Noroeste do Brasil, que vinha de São Paulo via Campo Grande. A cidade é conhecida pela sua tradicional Festa da Linguiça de Maracaju.
Contando com 45 047 habitantes em 2022, e com produto interno bruto de R$ 1 111 081 219,00, é o sexto município mais rico do estado.

## Topônimo
"Maracaju" é um termo oriundo da língua tupi. Significa "água de maracá", através da junção de mbara'ká ("maracá") e  'y  ("água, rio"). É uma referência à Serra de Maracaju.

## Geografia

### Localização
O município de  está situado no sul da região Centro-Oeste do Brasil, no sudoeste de Mato Grosso do Sul (Microrregião de Dourados). Localiza-se na latitude de 21º36’52” Sul e longitude de 55°10’06” Oeste. Distâncias:
- 160 km da capital estadual (Campo Grande)
- 1 183 km da capital federal (Brasília).

### Geografia Física
Solo
A predominância, no município de Maracaju, é de latossolo de textura argilosa, com a fertilidade natural variável. Aparecem, ainda, os neossolos e o latossolo vermelho-escuro.
Relevo e Altitude
Está a uma altitude de 384 m. Composto por dissecados tabulares, extremo norte, cuestas e dissecados colinosos assim como a sul do município. Acompanhando estes dissecados, encontram-se algumas áreas escarpadas. Encontra-se na Região dos Planaltos Arenítico-Basálticos Interiores com a unidade Planalto de Dourados e a Região dos Planaltos da Borda Ocidental da Bacia do Paraná com a Unidade Planalto de Maracaju. Apresenta relevo plano, geralmente elaborado por várias fases de retomada erosiva, com relevos elaborados pela ação fluvial.
Clima, Temperatura e Pluviosidade
Está sob influência do clima tropical (AW). O clima predominante do município é úmido a sub-úmido. A precipitação pluviométrica anual varia de 1 500 a 1 750 milímetros, excedente hídrico anual de oitocentos a 1 200 milímetros, durante cinco a seis meses e deficiência hídrica de 350 a quinhentos milímetros durante quatro meses.
Hidrografia
Está sob influência da Bacia do Rio da Prata. Principais rios: 
- Rio Brilhante – rio formador, com o Rio Dourados, do Rio Ivinhema; limite entre os municípios de Maracaju e Sidrolândia, Maracaju e Rio Brilhante.
- Rio Santa Maria – afluente, pela margem direita, do Rio Brilhante, no município de Maracaju; nasce na Serra de Maracaju, faz divisa entre o município de Maracaju e os de Ponta Porã, Dourados e Itaporã.

Vegetação
Se localiza na região de influência do cerrado e campos de vacaria. Predomina no município a pastagem plantada, seguida da lavoura. Remanescente das fisionomias do bioma Cerrado: Campo Cerrado e Campo Sujo; e Floresta Estacional. Apesar de pouco expressivos, integram a cobertura vegetal do município.

### Geografia Política
Fuso horário
Está a -1 hora com relação a Brasília e -4 com relação ao Meridiano de Greenwich.
Área
Ocupa uma superfície de 5 298,840 km² (1,4837 por cento do estado, 0,3311 por cento da Região Centro-oeste e 0,0624 por cento do território brasileiro).
Subdivisões
Maracaju e Vista Alegre
Arredores
Norte: Nioaque, Anastácio, Dois Irmãos do Buriti
Sul: Dourados, Itaporã, Rio Brilhante,Ponta Pora.
Oeste: Guia Lopes da Laguna
Leste: Sidrolândia.

## História
Depois do afastamento dos jesuítas espanhóis, que tiveram as suas reduções desmanteladas por ação dos bandeirantes paulistas, a principiar por Antônio Raposo Tavares, nos arbores do século XVI, a região de vacaria, no planalto da Serra de Maracaju, onde se localiza o município, somente voltou  a ser povoado quando, no primeiro lustro do século XX, Gabriel Francisco Lopes e seus irmãos Joaquim e José redescobriram aqueles campos, procedendo da então província de Minas Gerais, atravessando a região de Paranaíba. Gabriel Lopes trouxe, logo depois, o seu sogro Antônio Gonçalves Barbosa, que veio acompanhado pelo irmão Ignácio Gonçalves Barbosa e suas famílias, se estabelecendo nos campos que rapidamente se tornaram famosos, atraindo novas levas de mineiros que, em 1860, se instalaram na região sudoeste do planalto, fundando os núcleos que receberam a denominação de Água Fria e Santa Gertrudes.
A invasão do Paraguai por ocasião da Guerra do Paraguai, em 1864-1870, determinou o abandono das terras já cultivadas e dos extensos campos de pastagens, onde se iniciava a formação regular de rebanhos, tendo os colonos retornado a Minas Gerais e ao sudoeste de Mato Grosso, até a cessão das hostilidades e consequente retirada dos invasores. João Pedro Fernandes, radicado no lugar denominado São Bento, no atual município de Sidrolândia, em 1922 transferiu-se com o seu comércio-farmácia Santa Rosa ao povoado pertencente ao Município de Nioaque, na margem direita do Rio Brilhante. Algum tempo depois, em consequência de um surto de malária, resolveu estabelecer-se na zona que hoje compreende a cidade de Maracaju, ali instalando a sua farmácia, atendendo assim apelo dos habitantes da redondeza. Data de 1923 a fundação do núcleo que hoje é a cidade de Maracaju. Espírito esclarecedor e empreendedor, João Pedro Fernandes compreendeu a necessidade de instalar uma escola que preenchesse a lacuna então existente. Contando com o apoio dos moradores da região, organizou ele a "Sociedade Incentivadora da Instrução de Maracaju" instalada em 25 de dezembro de 1923. Nestor Pires Barbosa entregou, por doação à sociedade, 204 hectares de terras, para o fim especial de, nelas, serem construídas casas para abrigo das crianças que frequentassem a escola. Mais tarde, foram adquiridos mais duzentas hectares, situadas às margens do Córrego Montavão, sendo, então, edificado um confortável prédio para o funcionamento da escola. A nova povoação que assim surgiu recebeu o nome de Maracaju, topônimo do planalto e da serra em que se localizava.
Os primeiros moradores da região de Maracaju foram: João Pedro Fernandes, Francisco Bernardes Ferreira, dona Fé Fernandes, Marcos dos Santos, José Pereira da Rosa, Gilberto Teixeira Alves, José Adrião Juquita, Antônio José Fereira, Melanio Garcia Barbosa, José Pereira da Rosa Filho, Antonio Ferreira Ribeiro, Vitor Constantino Evanof, Antônio Aracaju, Saraiva Pereira da Rosa, Firmo Garcia de Limo, Olimpio Camargo, Bartolomeu Bueno da Costa, Abadio Romualdo, João Batista Pereira da Rosa, João Galberto Ferreira, Manoel Retamoso, Carlos Ferreira Tito, Arakaki Tokiti e Delfino Pereira Antonio. A Resolução 912 criou o Município de Nioaque, o distrito de Paz de Maracaju em 8 de Julho de 1 924. O crescente desenvolvimento da localidade em poucos anos de vida, determinou a sua elevação a categoria de Município com território desmembrado do de Nioaque, pela Lei 987, de 7 de julho de 1928, sendo instalada precisamente dois meses depois, isto é, 7 de setembro de 1928. A mesma Lei 987 transferiu para Maracaju a sede da comarca de Nioaque, ficando o município que dava nome reduzido a termo da mesma comarca. O primeiro prefeito municipal que assumiu na data de sua instalação foi João Pedro Fernandes, um dos principais fundadores da cidade, a qual naquele mesma data, recebia a iluminação elétrica em funcionamento inaugural. A Lei 1 031, de 1 de Outubro de 1929 eleva o então povoado à categoria de cidade e dá denominação de Maracaju à comarca de Nioaque com sede em Maracaju. O Decreto nº 115 de 31 de Dezembro de 1937, por medida econômica, reduziu a comarca de Maracaju a termo de Campo Grande. Na divisão jurídica e administrativa do estado vigorante a 31 de Dezembro de 1937, aparece só o Município de Maracaju, com dois distritos: o homônimo, como sede e o de Vista Alegre, criado este pela Resolução 892, de 13 de Julho de 1923. Em 1941, foi instalada, na cidade, a agência do Banco do Brasil e, em 25 de Abril de 1944, a Estrada de Ferro Noroeste do Brasil inaugurou a estação ferroviária de Maracaju, localizada a três quilômetros da cidade, realizações que muito contribuíram para o maior desenvolvimento da mesma (mas o primeiro trem de passageiros teria chegado apenas em 1946), sendo que a linha ficou ativa até 1 de junho de 1996.
Por força do Decreto-Lei Federal 5 839, de 21 de Setembro de 1943, passou a constituir, juntamente com outros municípios, o Território Federal de Ponta Porã, voltando a ser reincorporado ao Estado de Mato Grosso em 1946, por determinação das disposições Constitucionais Transitórias, que extinguira o mencionado Território. Como território federal, a cidade de Maracaju foi designada como capital, determinação essa que foi transferida, posteriormente, para a cidade de Ponta Porã. Na divisão Territorial do estado para vigorar no quinquênio 1949-1953, estabelecida pelo Decreto 583, de 24 de Dezembro de 1948, o Município de Maracaju, com sede da comarca de igual topônimo, era constituído de dois distritos: o da sede e de Ervânia, antiga Vista Alegre. Além dos primeiros moradores de Maracaju, ainda contribuíram, para seu progresso e desenvolvimento, os seguintes cidadãos: Nestor Pires Barbosa, Soriano Corrêa da Silva, Ataliba Pereira da Rosa, João Marcondes de Oliveira, Totó e Chico Marcondes, Francisco Alves Terra, João Vicente Muzzi, Américo Carlos da Costa, Antonio de Moraes Ribeiro, Adolpho Alves Ferreira, Adalberto Garcia de Souza, Arthur Ferreira Ribeiro, José Ferreira de Lima, Franklin Ferreira Ribeiro, Hypolito Alves Ferreira, Manoel Olegário da Silva, João da Matra Corrêa da Silva, José Ferreira Azambuja, Balbino Corrêa de Lima, Joaquim Ferreira Lucio, Horacio Halves Ferreira, Antonio Baptista de Souza, Gumercindo Garcia Barbosa, Marcos Roberto Ferreira, Jovino Faustino Silvério e muitos outros.
A partir de 1972 começam a chegar os imigrantes holandeses e o município passa a ser o berço da imigração holandesa no estado. Em 1977, o município passou a fazer parte do atual estado de Mato Grosso do Sul.

## Política
Na sua história político-administrativa, figuram, como administradores municipais, sucedendo-se cronologicamente
, Basílio Braum, Jovino Faustino Silvério, Major J. Carlos de Araújo e Silva, João Pedro Fernandes, Manoel Ferreira de Lima, Francisco Bernardes, Sebastião Alves Corrêa, substituído em 1955 por Domingos Marcondes Terra e, posteriormente, Aristides Martins Barbosa, Sebastião Corrêa Bueno, Francisco Bernardes Ferreira, Lourival Duarte de Alvarenga, Luiz Gonzaga Prata Braga, Jair do Couto e, em 15 de novembro de 1988, foi eleito prefeito municipal Luiz Gonzaga Prata Braga, que assumiu o poder executivo municipal em 1 de janeiro de 1989. Rogério Lopes Posser foi eleito em 3 de Outubro de 1992 e empossado em 1 de Janeiro de 1993.
De 1997 a 2004 fica no cargo por dois mandatos consecutivos Reinaldo Azambuja do PSDB (atual Governador do Estado - mandato 2015-2018). De 2005 a 2008 foi prefeito o médico Maurilio Azambuja do PMDB. De 2009 a 2012 o prefeito foi Celso Luiz da Silva Vargas, eleito pelo PTB. O atual prefeito (2025-2028) é José Marcos Caldera, do PSDB.

## Economia
Com economia baseada na agropecuária, Maracaju passou de 12ª para 6ª maior economia do Estado e teve seu PIB um crescimento recorde, superior a 516%.

### Comércio
Maracaju tem um comércio razoavelmente desenvolvido.

## Demografia
Com população de 45 047 habitantes em 2022, o município é o 10º mais populoso do estado e sua densidade demográfica é 8,5 habitantes por km².

### Moradores ilustres
- David Cardoso - ator e cinegrafista
- Délio & Delinha - dupla sertaneja
- Walter de Castro - médico, pecuarista e político
- O músico carioca Rogério Skylab viveu em Maracaju por 28 anos de sua vida, trabalhando como bancário numa agência do Banco do Brasil

### Festas
- Festa da Linguiça - Tradicional Festa em que vem gente de toda região, estados vizinhos e países do Mercosul.
- Expomara - Festa Agropecuaria.

## Religião
Conforme o Censo de 2010 do IBGE, a população de Maracaju (o município) é formada por grupos religiosos como cristãos 88,74%, sendo católicos (61,40%), evangélicos de missão (4,99%), evangélicos de origem pentecostal (13,64%), restauracionistas (0,86%) e outros cristãos (7,68%). Há ainda os reencarnacionistas (1,03%), orientais (0,30%), tradições esotéricas (0,12%), indeterminados (1,98%) e não religiosos (8,01%).

### Cristãos
É de longe o maior grupo religioso presente no município, totalizando 88,74% dos seus habitantes.

#### Católicos

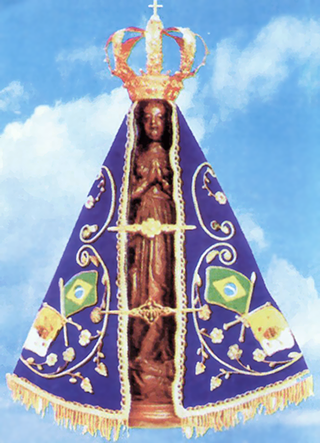
Imagem de Nossa Senhora Aparecida, padroeiro de Maracaju

Maracaju está localizada no país mais católico do mundo em números absolutos. A Igreja Católica teve seu estatuto jurídico reconhecido pelo governo federal em outubro de 2009, ainda que o Brasil seja atualmente um estado oficialmente laico..
A Igreja Católica reconhece como padroeiros da cidade Nossa Senhora Aparecida. O município faz parte da Circunscrições eclesiásticas da Regional Oeste I (que atende Mato Grosso do Sul) e de acordo com a divisão resolvida pela Igreja Católica, o município de Maracaju pertence à Província Eclesiástica de Campo Grande, mais precisamente à Diocese de Dourados, sendo sede de 1 paróquia. Seu atual bispo é, desde 2001, Dom Redovino Rizzardo. Maracaju possui 61,40% dos seus habitantes, sendo a Católica Apostólica Romana com 60,55%, Católica Apostólica Brasileira com 0,81% e a Católica Ortodoxa com 0,04%.
Templos
- Igreja Matriz Nossa Senhora Aparecida
- Igreja Matriz Nossa Senhora Auxiliadora

#### Protestantes
Embora seu desenvolvimento tenha sido sobre uma matriz social eminentemente católica, tanto devido à colonização quanto à imigração, é possível encontrar atualmente na cidade dezenas de denominações protestantes diferentes. De acordo com dados do censo de 2010 realizado pelo IBGE, a população local era composta 25,93% de protestantes.

##### Evangélicos de missão
Os evangélicos de missão totalizam 4,99% da população. Destes, 0,81% são luteranos, 0,93% são presbiterianos, 2,79% são batistas, 0,17% são evangélicos congregacionais e 0,29% são adventistas.

#### =Evangélicos pentecostais e neopentecostais
Os evangélicos pentecostais e neopentecostais totalizam 13,64% da população. Desse total é composto a Igreja Assembleia de Deus (3,39%), Igreja Congregação Cristã do Brasil (1,15%), Igreja Evangelho Quadrangular (0,95%), Igreja Universal do Reino de Deus (1,60%), Igreja Deus é Amor (0,86%), Igreja Comunidade Evangélica (0,44%) e outras (5,25%).

#### Restauracionista
Representado por 0,86% dos locais. Abrange a Igreja de Jesus Cristo dos Santos dos Últimos Dias, com 0,50% da população, e as Testemunhas de Jeová, com 0,36%.

#### Outros cristãos
Em Maracaju existem também cristãos de outras denominações, representado por 7,68% dos habitantes. Destes 7,31% são de outras igrejas evangélicas e 0,37% são de outras religiosidades cristãs.

### Outras denominações
O município é representada por variados outros credos, existindo também religiões de várias outras denominações. São elas: 

#### Reencarnacionistas
Possui 1,03% do total, sendo 0,94% espíritas e 0,09% espiritualistas.

#### Afro-brasileiras
Possui 0,06% do total, sendo 0,04% umbanda e 0,02% outras religiosidades.

#### Orientais ou asiáticas
Com 0,30% do total, se divide entre o Judaísmo (0,02%), Hinduísmo (0,02%), Budismo (0,16%), Igreja Messiânica Mundial (0,05%) e outras religiões orientais (0,05%).

#### Tradições esotéricas
Possui 0,12% do total.

### Indeterminados
Opções indeterminados respondem por 1,98% da população, sendo os mal-definidos com 1,71% e os que não sabem 0,27%.

### Não religiosos
O Grupo das pessoas não religiosas respondem por 8,01% dos locais, sendo os sem religião convictos 7,57%, ateus 0,25% e agnósticos 0,19%.

## Urbanização
| Domicílios de Maracaju              | Domicílios de Maracaju |
| ----------------------------------- | ---------------------- |
| Total de domicílios                 | 11 072 domicílios      |
| Domicílios particulares             | 11 047 (99,77%)        |
| Domicílios coletivos                | 25 (0,23%)             |
| Domicílios por rendimento per capta |                        |
| Mais de 5 salários                  | 3,33 %                 |
| De 2 a 5 salários                   | 12,39 %                |
| De 1 a 2 salários                   | 26,52 %                |
| De 0,5 a 1 salário                  | 33,35 %                |
| De 0,25 a 0,5 salários              | 17,14 %                |
| Até 0,25 salários ou sem rendimento | 7,28 %                 |
| Distribuição de classes sociais     |                        |
| Classe A                            | 3,33 %                 |
| Classe B                            | 12,39 %                |
| Classe C                            | 59,87 %                |
| Classe D                            | 17,14 %                |
| Classe E                            | 7,28 %                 |
|                                     |                        |
| Classe alta (A - B)                 | 15,72 %                |
| Classe média (C - D)                | 64,6 %                 |
| Classe consumidora (A - B - C - D)  | 77,01 %                |
| Classe periférica (E)               | 7,28 %                 |

### Infraestrutura

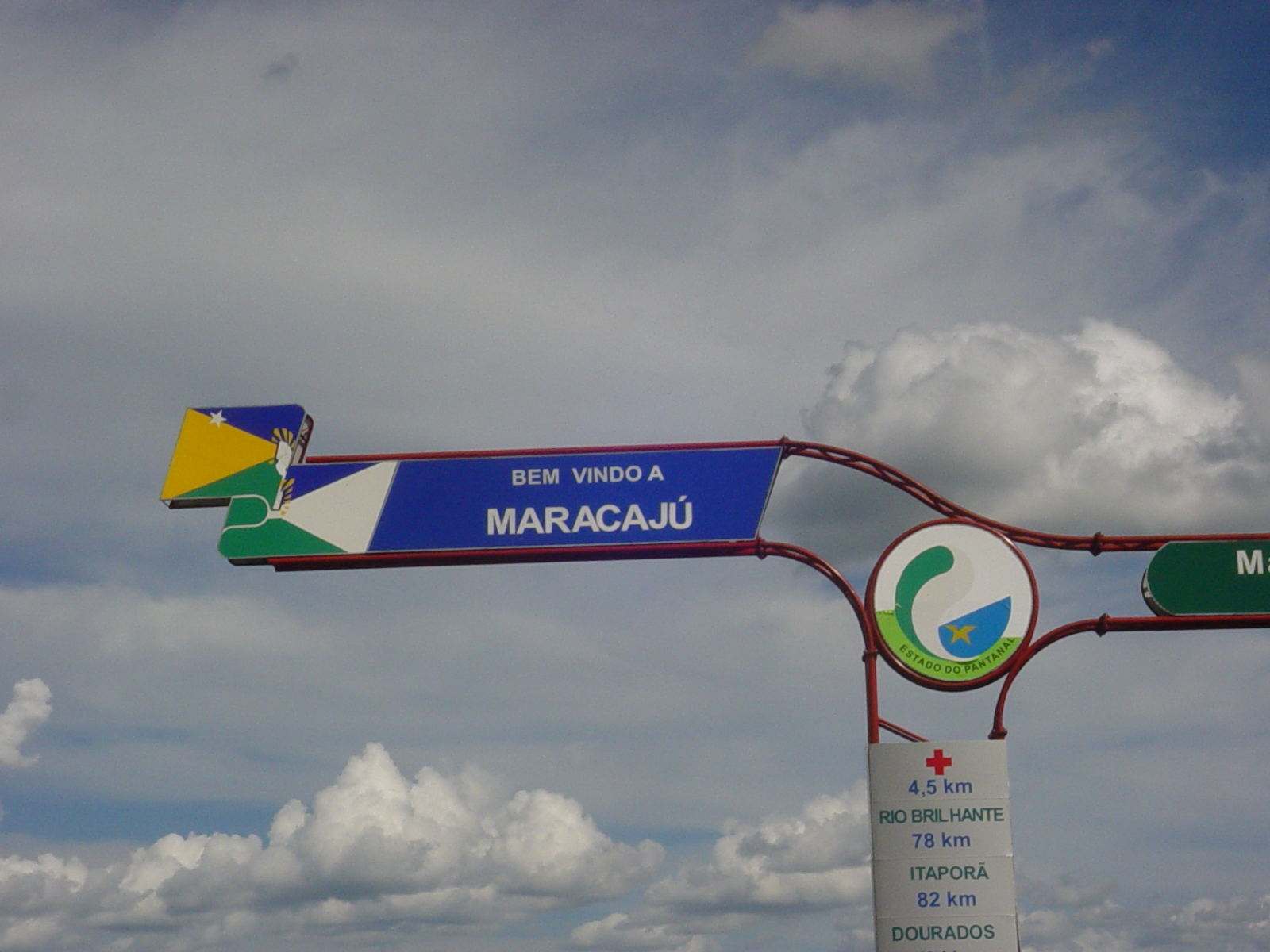
Placa da entrada da cidade, na BR-267

A cidade ficou conhecida também por ser a única cidade de Mato Grosso do Sul a ter 100% das suas ruas asfaltadas. É a única cidade no estado com seu perímetro urbano totalmente asfaltado, oitava em qualidade de vida no Mato Grosso do Sul, uma cidade com toda estrutura para receber investimentos e empreendimentos.

## Turismo e Cultura
É conhecida como a Capital da linguiça. A iguaria típica, conhecida como Linguiça de Maracaju, diferente das tradicionais feitas de carne de porco, é preparada de forma artesanal usando carne bovina. Receita desenvolvida pelos seus cidadãos. Todo ano, é realizada a Festa da Linguiça de Maracaju. Com receita especial, o embutido ficou famoso ao entrar no Guinness World Records como a maior linguiça contínua do mundo. No ano de 2005, foram produzidas vinte toneladas desta iguaria. Comemora-se, no dia 11 de junho, o aniversário do município.
Na cidade, acontece, ainda, a Festa de São Sebastião.

### Cinema
O filme Caingangue, a pontaria do diabo foi produzido na cidade em 1973. O papel principal (Caigangue) foi estrelado por David Cardoso (também maracajuense).